# Каннский кинофестиваль 2017
70-й Каннский международный кинофестиваль проходил с 17 по 28 мая 2017 года. Жюри основного конкурса возглавил испанский кинорежиссёр и сценарист Педро Альмодовар. Ведущей церемоний открытия и закрытия стала итальянская киноактриса Моника Беллуччи. В качестве фильма открытия была выбрана картина «Призраки Исмаэля» французского кинорежиссёра Арно Деплешена.
В 2017 году кинофестиваль празднует свой семидесятый юбилей. На официальном плакате фестиваля изображена итальянская актриса Клаудия Кардинале.

## Жюри

### Основной конкурс
- Педро Альмодовар, режиссёр, сценарист, продюсер ( Испания) — председатель[1]
- Джессика Честейн, актриса, продюсер ( США)
- Марен Аде, режиссёр, сценарист, продюсер ( Германия)
- Фань Бинбин, актриса, певица ( Китай)
- Аньес Жауи, актриса, сценарист, режиссёр ( Франция)
- Пак Чхан Ук, режиссёр, сценарист, продюсер ( Республика Корея)
- Уилл Смит, актёр, продюсер, музыкант ( США)
- Паоло Соррентино, режиссёр, сценарист ( Италия)
- Габриэль Яред, композитор, музыкант ( Франция)

### Особый взгляд
- Ума Турман, актриса ( США) — председатель

### Синефондасьон и конкурс короткометражных фильмов
- Кристиан Мунджиу, кинорежиссёр ( Румыния) — председатель

### Золотая камера
- Сандрин Киберлен, актриса ( Франция) — председатель

## Официальная программа
| Победители выделены отдельным цветом. |

### Основной конкурс
| Русское название           | Оригинальное название                     | Режиссёр(ы)        | Страна                                                     |
| -------------------------- | ----------------------------------------- | ------------------ | ---------------------------------------------------------- |
| Из ниоткуда                | Aus dem Nichts                            | Фатих Акин         | Германия                                                   |
| Истории семьи Майровиц     | The Meyerowitz Stories (New and Selected) | Ной Баумбах        | США                                                        |
| Окча                       | 옥자 Okja                                 | Пон Чжун Хо        | США · Республика Корея                                     |
| 120 ударов в минуту        | 120 battements par minute                 | Робен Кампийо      | Франция                                                    |
| Роковое искушение          | The Beguiled                              | София Коппола      | США                                                        |
| Роден                      | Rodin                                     | Жак Дуайон         | Франция · Бельгия                                          |
| Хеппи-энд                  | Happy End                                 | Михаэль Ханеке     | Франция · Германия · Австрия                               |
| Мир, полный чудес          | Wonderstruck                              | Тодд Хейнс         | США                                                        |
| Молодой Годар              | Le Redoutable                             | Мишель Хазанавичус | Франция                                                    |
| На следующий день          | 그 후 Geu-hu                              | Хон Сансу          | Республика Корея                                           |
| Сияние                     | 光 Hikari                                 | Наоми Кавасэ       | Япония · Франция                                           |
| Убийство священного оленя  | The Killing of a Sacred Deer              | Йоргос Лантимос    | США · Великобритания · Ирландия                            |
| Кроткая                    | A Gentle Creature, Лагідна                | Сергей Лозница     | Франция · Украина · Германия · Литва · Нидерланды · Россия |
| Спутник Юпитера            | Jupiter holdja                            | Корнель Мундруцо   | Венгрия                                                    |
| Квадрат                    | The Square                                | Рубен Эстлунд      | Франция · Швеция · Дания · Германия                        |
| Двуличный любовник         | L'Amant Double                            | Франсуа Озон       | Франция                                                    |
| Тебя никогда здесь не было | You Were Never Really Here                | Линн Рэмси         | США · Великобритания · Франция                             |
| Хорошее время              | Good Time                                 | братья Сафди       | США                                                        |
| Нелюбовь                   | Нелюбовь                                  | Андрей Звягинцев   | Россия                                                     |

### «Особый взгляд»
| Русское название         | Оригинальное название                    | Режиссёр(ы)                  | Страна                                                  |
| ------------------------ | ---------------------------------------- | ---------------------------- | ------------------------------------------------------- |
| После войны *            | Après la guerre                          | Аннарита Замбрано            | Франция                                                 |
| Дочери Абриль            | Las hijas de abril                       | Мишель Франко                | Мексика                                                 |
| Барбара (фильм открытия) | Barbara                                  | Матьё Амальрик               | Франция                                                 |
| Красавицы и псы          | على كف عفريت / Aala kaf ifrit            | Каутер Бен Ханья             | Франция · Тунис · Швеция · Норвегия · Ливан · Швейцария |
| Пока мы здесь            | 散歩する侵略者 / Sanpo suru shinryakusha | Киёси Куросава               | Япония                                                  |
| Теснота                  | Теснота                                  | Кантемир Балагов             | Россия                                                  |
| Невеста пустыни *        | La novia del desierto                    | Сесилия Атан, Валерия Пивато | Аргентина · Чили                                        |
| Направления              | Посоки / Posoki                          | Стефан Командарев            | Болгария · Германия                                     |
| Везучая                  | Fortunata                                | Серджио Кастеллитто          | Италия                                                  |
| Неподкупный              | لِرد / Lerd                               | Мохаммад Расулоф             | Иран                                                    |
| Молодая женщина *        | Jeune Femme                              | Леонор Серай                 | Франция · Бельгия                                       |
| За пределами *           | Vychladnutie                             | Дьёрдь Кристоф               | Словакия · США                                          |
| Саммит                   | La cordillera                            | Сантьяго Митре               | Аргентина · Франция · Испания                           |
| Когда вернутся птицы *   | En Attendant les hirondelles             | Карим Муссауи                | Франция                                                 |
| Проходя мимо будущего    | 路過未來 / Lùguò wèilái                  | Ли Жуйцзюнь                  | Китай                                                   |
| Вестерн                  | Western                                  | Валеска Гризебах             | Германия · Австралия · Болгария                         |
| Ветреная река *          | Wind River                               | Тейлор Шеридан               | США · Великобритания · Канада                           |
| Мастерская               | L'Atelier                                | Лоран Канте                  | Франция                                                 |

* отмеченные фильмы, как режиссёрские дебюты, были номинированы в конкурс Золотая камера.

### Внеконкурсные показы
| Русское название                            | Оригинальное название           | Режиссёр(ы)          | Страна               |
| ------------------------------------------- | ------------------------------- | -------------------- | -------------------- |
| Клинок Бессмертного                         | 無限の住人 Mugen no jūnin       | Такаси Миикэ         | Япония               |
| Как разговаривать с девушками на вечеринках | How to Talk to Girls at Parties | Джон Кэмерон Митчелл | США · Великобритания |
| Призраки Исмаэля                            | Les fantômes d'Ismaël           | Арно Деплешен        | Франция              |
| Лица, деревни                               | Visages, Villages               | Аньес Варда, JR      | Франция              |
| Основано на реальных событиях               | D'après une histoire vraie      | Роман Полански       | Франция · Бельгия    |

#### Полуночные показы
| Русское название       | Оригинальное название | Режиссёр(ы)      | Страна                   |
| ---------------------- | --------------------- | ---------------- | ------------------------ |
| Предрассветная молитва | A Prayer Before Dawn  | Жан-Стефан Совер | Франция · Великобритания |
| Безжалостный           | 불한당 Bulhandang     | Пён Сон Хён      | Республика Корея         |
| Злодейка               | 악녀 Agnyeo           | Чон Бён Гиль     | Республика Корея         |

### Специальные показы
| Русское название      | Оригинальное название                  | Режиссёр(ы)           | Страна                     |
| --------------------- | -------------------------------------- | --------------------- | -------------------------- |
| Неудобное продолжение | An Inconvenient Sequel: Truth to Power | Бонни Коэн, Джон Шенк | Франция                    |
| 12 дней               | 12 Jours                               | Раймон Депардон       | Франция                    |
| Они                   | They                                   | Анахита Хазвинизаде   | США · Дания · Катар        |
| Камера Клэр           | 클레어의 카메라 La Caméra de Claire    | Хон Сансу             | Республика Корея · Франция |
| Король                | The King / Promised Land               | Юджин Джареки         | США                        |
| Напалм                | Napalm                                 | Клод Ланцман          | Франция                    |
| Демоны в раю          | Demons in Paradise                     | Джуд Рэтнэм           | Франция · Шри-Ланка        |
| Морская печаль        | Sea Sorrow                             | Ванесса Редгрейв      | Великобритания             |

#### Виртуальная реальность
| Русское название | Оригинальное название | Режиссёр(ы)                  | Страна |
| ---------------- | --------------------- | ---------------------------- | ------ |
| Плоть и песок    | Carne y arena         | Алехандро Гонсалес Иньярриту | США    |

#### Показы к 70-летней годовщине фестиваля
| Русское название        | Оригинальное название       | Режиссёр(ы)                   | Страна                                            |
| ----------------------- | --------------------------- | ----------------------------- | ------------------------------------------------- |
| Вершина озера (эпизоды) | Top of the Lake: China Girl | Джейн Кэмпион, Ариэль Клейман | США · Австралия · Новая Зеландия · Великобритания |
| 24 кадра                | 24 Frames                   | Аббас Киаростами              | Иран                                              |
| Твин Пикс (2 эпизода)   | Twin Peaks                  | Дэвид Линч                    | США                                               |
| Пойдем поплаваем        | Come Swim                   | Кристен Стюарт                | США                                               |

### «Неделя критики»

#### Полнометражные фильмы
| Русское название | Оригинальное название | Режиссёр(ы)            | Страна                      |
| ---------------- | --------------------- | ---------------------- | --------------------------- |
| Табу Тегерана    | Tehran Taboo          | Али Сузандех           | Германия · Австрия          |
| Ава *            | Ava                   | Леа Мисиус             | Франция                     |
| Семья *          | La familia            | Густаво Рондон Кордова | Венесуэла · Чили · Норвегия |
| Габриэль и гора  | Gabriel e a montanha  | Феллипе Барбоза        | Бразилия · Франция          |
| Макала           | Makala                | Эммануэль Грас         | Франция                     |
| О, Люси! *       | Oh Lucy!              | Ацуко Хираянаги        | Япония · США                |
| Собаки           | Los Perros            | Марсела Саид           | Чили · Франция              |

* отмеченные фильмы, как режиссёрские дебюты, были номинированы в конкурс Золотая камера.

## Победители

### Официальная программа

#### Основной конкурс
- «Золотая пальмовая ветвь» — «Квадрат», реж. Рубен Эстлунд  (Франция, Швеция, Дания, США)
- Гран-при — «120 ударов в минуту», реж. Робен Кампийо (Франция)
- Лучший режиссёр — София Коппола за «Роковое искушение» (США)
- Лучший сценарий (два победителя):
  - Йоргос Лантимос и Эфтимис Филиппу за «Убийство священного оленя» (Великобритания, Ирландия)
  - Линн Рэмси за «Тебя никогда здесь не было» (США, Великобритания, Франция)
- Лучшая женская роль —  Диана Крюгер за «Из ниоткуда» (Германия)
- Лучшая мужская роль — Хоакин Феникс за «Тебя никогда здесь не было» (США, Великобритания, Франция)
- Приз жюри — «Нелюбовь», реж. Андрей Звягинцев (Россия)

#### «Особый взгляд»
- Главный приз — «Неподкупный», реж. Мохаммад Расулоф (Иран)
- Приз жюри — «Дочери Абриль», реж. Мишель Франко (Мексика)
- Лучший режиссёр — Тейлор Шеридан за «Ветреная река» (США)
- Лучшая роль — Жазмин Тринка за «Везучая» (Италия)
- Приз «Поэзия кино» — «Барбара», реж. Матьё Амальрик (Франция)

### Независимые награды
Приз ФИПРЕССИ
- В основном конкурсе — «120 ударов в минуту», реж. Робен Кампийо (Франция)
- В программе «Особый взгляд» — «Теснота», реж. Кантемир Балагов (Россия)

Экуменическое жюри
- Приз экуменического (христианского) жюри — «Сияние», реж. Наоми Кавасэ (Япония, Франция)

Квир-пальма
- Квир-пальма — «120 ударов в минуту», реж. Робен Кампийо (Франция)